# William Keppel (7. hrabia Albemarle)
William Coutts Keppel (ur. 15 kwietnia 1832 w Londynie, zm. 28 sierpnia 1894) – brytyjski arystokrata, polityk i wojskowy, jedyny syn George’a Keppela, 6. hrabiego Albemarle, i Susan Trotter, córki sir Couttsa Trottera, 1. baroneta.
Wykształcenie odebrał w Eton College. W 1843 r. został porucznikiem 43 pułku pieszego (43rd Foot). W latach 1848–1853 był porucznikiem Gwardii Szkockiej (Scots Guards). Później udał się do Indii, gdzie został adiutantem lorda Fredericka Fitzclarence’a. W latach 1854–1856 r. był kanadyjskim superintendentem ds. Indian. Po powrocie do Wielkiej Brytanii zasiadał w Izbie Gmin jako reprezentant okręgu Norwich (1857–1859), Wick Burghs (1860–1865) i Berwick-upon-Tweed (1868–1874).
W 1859 r. został członkiem Tajnej Rady. W latach 1859–1866 był Skarbnikiem Dworu Królewskiego. 24 sierpnia 1870 r. został odznaczony Krzyżem Komandorskim Orderu św. Michała i św. Jerzego. 6 września 1876 r. przyznano mu jeden z tytułów jego ojca, baronię Ashford, dzięki czemu William zasiadł w Izbie Lordów. W latach 1878–1880 i 1885–1886 był podsekretarzem stanu w ministerstwie wojny. W 1881 r. został adiutantem-ochotnikiem królowej Wiktorii. Po śmierci ojca w 1891 r. odziedziczył tytuł hrabiego Albemarle.
Napisał historię kolonizacji Ameryki zatytułowaną Exodus narodów zachodnich („Exodus of the Western Nations”) i Raport o położeniu Indian w Brytyjskiej Ameryce Północnej („A Report on the Condition of the Indians of British North America”). W Niedzielę wielkanocną 13 kwietnia 1879 r. przeszedł na katolicyzm.
15 listopada 1855 w Dundurn w Kanadzie, poślubił Sophię Mary MacNab (5 lipca 1832 – 5 kwietnia 1917), córkę Allana Napiera MacNaba, premiera Prowincji Kanady, i Mary Stuart, córki Johna Stuarta. William i Sophia mieli razem trzech synów i siedem córek:
- Arnold Allen Cecil Keppel (1 czerwca 1858 – 12 kwietnia 1942), 8. hrabia Albemarle
- Gertrude Mary Keppel (9 listopada 1859 – 7 kwietnia 1860)
- Theodora Keppel (11 stycznia 1862 – 30 października 1945), żona pułkownika Lesliego Davidsona, miała dzieci
- Derek William George Keppel (7 kwietnia 1863 – 26 kwietnia 1944)
- Hilda Mary Keppel (29 sierpnia 1864 – 7 października 1955)
- George Keppel (14 października 1865 – 22 listopada 1947), mąż Alice Keppel, kochanki Edwarda VII, miał dzieci
- Leopoldina Olivia Keppel (14 listopada 1866 – 9 sierpnia 1948), zakonnica
- Susan Mary Keppel (5 maja 1868 – 26 czerwca 1953), żona sir Waltera Townleya, nie miała dzieci
- Mary Stuart Keppel (15 maja 1869 – 21 września 1906), żona generała-majora Harolda Tagarta, nie miała dzieci
- Florence Cecilia Keppel (24 lutego 1871 – 30 czerwca 1963), żona Williama Boyle’a, 12. hrabiego Cork, nie miała dzieci

Lord Albemarle zmarł w wieku 62 lat, cierpiąc z powodu paraliżu. Został pochowany w Quidenham w hrabstwie Norfolk. Tytuł hrabiowski odziedziczył jego najstarszy syn.